# Federazione Italiana Cronometristi
La Federazione Italiana Cronometristi o FICr è l'organo del CONI cui è demandato il cronometraggio delle manifestazioni sportive che si svolgono in Italia.

## Scopi
La Federazione Italiana Cronometristi è stata costituita nel 1921 per organizzare e dirigere sul piano tecnico, sportivo e disciplinare l'attività di coloro che esercitano, a carattere volontario e senza fine di lucro, quale autonoma specialità sportiva, la funzione di determinare con la massima precisione e nel rispetto del principio di terzietà i risultati cronometrici ottenuti da squadre o singoli atleti per percorrere le distanze o le prove a tempo previste dalle diverse competizioni e di redigere le conseguenti classifiche. L'attività è svolta utilizzando gli appositi strumenti ed apparati tecnici di proprietà personale ovvero della Federazione Italiana Cronometristi o di terzi - su richiesta delle Federazioni Sportive Nazionali, delle Discipline Sportive Associate, delle Società ed Associazioni che ne fanno parte, nonché di altri eventuali organismi sportivi riconosciuti dal CIO o dal CONI. La F.I.Cr., nell'ambito del rapporto federativo con il CONI, Organo rappresentativo della comunità sportiva nazionale, è riconosciuta dal Comitato Olimpico Nazionale Italiano (CONI) quale unica Federazione autorizzata a disciplinare, regolare e gestire il cronometraggio e l'elaborazione dei dati delle manifestazioni sportive che si svolgono in Italia. La F.I.Cr. è riconosciuta dal Comitato Italiano Paralimpico (CIP) ai sensi dell'art. 20 dello Statuto CIP, del quale recepisce e osserva le linee guida, criteri e principi fondamentali deliberati dal Consiglio Nazionale medesimo in data 18 giugno 2010.

## Storia
Il cronometraggio sportivo in Italia ebbe il suo pioniere agli inizi del secolo nel gentleman italo-inglese Gilbert Marley. La prima struttura ufficiale nacque il 6 novembre 1921 quando un gruppo di appassionati costituì il Sindacato Italiano Cronometristi Ufficiali (SICU). Il Sindacato ottenne nel 1924 un primo riconoscimento da parte del CONI trasformandosi in Associazione Italiana Cronometristi (A.I.Cr.). L'11 dicembre 1935, sotto l'azione di Giovanni Romagna e su autorizzazione del CONI, mutò la sua dizione in Federazione Italiana Cronometristi (F.I.Cr.).
Nell'ottobre 1941 il CONI stabilì che la Federazione si trasformasse in un Servizio dello stesso Comitato Olimpico. La Federazione riprese la sua autonomia il 4 settembre 1944 con la ricostituzione incoraggiata dal CONI, che nominò un Reggente. La FICr promosse la costituzione della Fédération Internationale des Chronométreurs che avvenne a Roma il 9 dicembre 1957.

## Presidenti
- 1921-22 Carlo Legnazzi
- 1923-24 Achille Macoratti
- 1925-26 Amedeo Turba
- 1926-29 Giuseppe Corbari
- 1930-31 Giovanni Bonmartini
- 1931-32 Luigi Ridolfi Vay da Verrazzano
- 1933-43 Giovanni Romagna
- 1944-45 Cesare Sindici (Reggente CONI)
- 1945 Giuseppe Giuliani (Reggente CONI-Alta Italia)
- 1946-52 Cesare Sindici
- 1953-76 Giovanni Romagna
- 1977-88 Fiorenzo Chieppi
- 1989-2009 Michele Bonante
- 2009-2021 Gianfranco Ravà
- 2021-oggi Antonio Rondinone